# Avenue P (Culver Line)
Avenue P is een station van de metro van New York aan de Culver Line in Brooklyn. Het station is geopend in 1919. Lijn  maakt gebruik van dit station.

## Geschiedenis
Dit station is op 16 maart 1919 om 03:00 uur geopend als onderdeel van de opening van het eerste deel van de BMT Culver Line. Het eerste deel begon bij 9th Avenue en eindigde bij Kings Highway. De lijn werd geëxploiteerd als een tak van de 5th Avenue Line, met een gratis overstap op Ninth Avenue naar de West End Line naar de Fourth Avenue Line. De opening van de lijn resulteerde in kortere reistijden tussen Manhattan en Kings Highway. De bouw van de lijn begon in 1915 en kostte in totaal $3,3 miljoen.
Op 30 mei 1931 werd de Nassau Street Loop in gebruik genomen. Vanaf dat moment begonnen treinen vanaf dit station met het gebruik van de Fourth Avenue Line naar de Nassau Street Loop in Lower Manhattan. De bovengrondse Fifth Avenue Line werd op 31 mei 1940 gesloten. Op 30 oktober 1954 werd de verbinding tussen de IND South Brooklyn Line bij Church Avenue en de BMT Culver Line bij Ditmas Avenue geopend. Met de voltooiing van de verbinding werden vanaf dat moment alle diensten op de stations van de voormalige BMT Culver Line ten zuiden van Ditmas Avenue, inclusief dit station, geëxploiteerd met IND-treinen.
Van juni 1968 tot 1987 werd op het verhoogde gedeelte van de lijn tussen Church Avenue en Kings Highway bediend in de richting van Manhattan AM en Brooklyn PM gereden met enkele F-treinen, waarbij sommige van deze treinen lokaal reden en sommige als een express-dienst. Gedurende deze periode werd dit station gebruikt als een lokaal station. Express service eindigde in 1987, grotendeels als gevolg van budgettaire beperkingen en klachten van passagiers op lokale stations. Express service op de verhoogde Culver Line werd beëindigd vanwege noodzakelijke structurele werkzaamheden, maar nooit hersteld.
Van 7 juni 2016 tot 1 mei 2017 was het perron in zuidelijke richting op dit station gesloten wegens renovatie. Het stationsplatform voor Manhattan was voor een iets langere periode gesloten, van 22 mei 2017 tot 30 juli 2018.

## Uitgangen
Het station heeft een voltijdse mezzanine aan Avenue P en McDonald Avenue. Het heeft zes trappen: twee naar de noordoostelijke en zuidwestelijke hoeken van die kruising, en twee naar elk platform. Er is een stationsfaciliteit gebouwd in de tussenverdieping aan de kant van Manhattan, waaruit blijkt dat er een derde trap was die werd verwijderd in de zuidoostelijke hoek van McDonald Avenue en Avenue.
 ·  ·  ·  ·  ·  ·  ·  ·  · 